# Рыжевка (Мордовия)
Рыжевка — посёлок в Атюрьевском районе Мордовии. Входит в состав Атюрьевского сельского поселения.

## История
Основан в 1920-е годы. В 1932 году посёлок Рыжиково состоял из 12 дворов и входил в состав Вярьвильского сельсовета Торбеевского района.

## Население
| 2002 | 2010 |
| ---- | ---- |
| 0    | →0   |